# Anoectochilus
Anoectochilus – rodzaj roślin z rodziny storczykowatych (Orchidaceae) obejmujący prawie 50 gatunków. Nazwa rodzaju pochodzi od greckich słów aniktos - otwarty i chelios - brzeg. 
Rośliny z tego rodzaju rosną w runie leśnym, zwykle wśród mchów oraz kamieni, na wysokościach do 2135 m n.p.m. Rośliny czasami trudno zauważyć, ponieważ dobrze imitują otoczenie i dopiero kwitnienie zdradza ich obecność. 
Gatunki występują w Azji Południowo-Wschodniej, w Indiach, Chinach, Mjanmie, Laosie, Wietnamie, Tajlandii, Japonii, Vanuatu, Fidżi i północno-wschodniej Australii.

## Morfologia
Większość gatunków to małe i naziemne rośliny, rzadko litofity. Mają zielone liście z odrobinę purpurowym użyłkowaniem. Kwiatostan jest prosty i zakończony kilkoma owłosionymi i zwykle odwróconymi kwiatami. Płatki od zewnątrz owłosione. Kwiaty posiadają dwudzielne znamię i dwie pyłkowiny.

## Systematyka
Rodzaj sklasyfikowany do podplemienia Goodyerinae w plemieniu Cranichideae, podrodzina storczykowe (Orchidoideae), rodzina storczykowate (Orchidaceae), rząd szparagowce (Asparagales) w obrębie roślin jednoliściennych.
Wykaz gatunków
- Anoectochilus albolineatus C.S.P.Parish & Rchb.f.
- Anoectochilus albomarginatus Loudon
- Anoectochilus annamensis Aver.
- Anoectochilus baotingensis (K.Y.Lang) Ormerod
- Anoectochilus brevilabris Lindl.
- Anoectochilus burmannicus Rolfe
- Anoectochilus calcareus Aver.
- Anoectochilus dewildeorum Ormerod
- Anoectochilus dulongensis Ormerod
- Anoectochilus elatus Lindl.
- Anoectochilus emeiensis K.Y.Lang
- Anoectochilus falconis Ormerod
- Anoectochilus flavescens Blume
- Anoectochilus formosanus Hayata
- Anoectochilus geniculatus Ridl.
- Anoectochilus hainanensis H.Z.Tian, F.W.Xing & L.Li
- Anoectochilus imitans Schltr.
- Anoectochilus insignis Schltr.
- Anoectochilus integrilabris Carr
- Anoectochilus kinabaluensis (Rolfe) J.J.Wood & Ormerod
- Anoectochilus klabatensis (Schltr.) S.Thomas, Schuit. & de Vogel
- Anoectochilus koshunensis Hayata
- Anoectochilus longicalcaratus J.J.Sm.
- Anoectochilus longilobus H.Jiang & H.Z.Tian
- Anoectochilus lylei Rolfe ex Downie
- Anoectochilus malipoensis W.H.Chen & Y.M.Shui
- Anoectochilus medogensis H.Z.Tian & Yue Jin
- Anoectochilus monicae J.J.Wood
- Anoectochilus nandanensis Y.Feng Huang & X.C.Qu
- Anoectochilus narasimhanii Sumathi, Jayanthi, Karthig. & Sreek.
- Anoectochilus nicobaricus N.P.Balakr. & Chakr.
- Anoectochilus papillosus Aver.
- Anoectochilus papuanus (Schltr.) W.Kittr.
- Anoectochilus pectinatus (Hook.f.) Ridl.
- Anoectochilus pingbianensis K.Y.Lang
- Anoectochilus regalis Blume
- Anoectochilus reinwardtii Blume
- Anoectochilus rhombilabius Ormerod
- Anoectochilus roxburghii (Wall.) Lindl.
- Anoectochilus sandvicensis Lindl.
- Anoectochilus sanguineus P.T.Ong & P.O'Byrne
- Anoectochilus setaceus Blume
- Anoectochilus subregularis (Rchb.f.) Ormerod
- Anoectochilus sumatranus (J.J.Sm.) J.B.Comber
- Anoectochilus xingrenensis Z.H.Tsi & X.H.Jin
- Anoectochilus yatesiae F.M.Bailey
- Anoectochilus zhejiangensis Z.Wei & Y.B.Chang